# 中川久任
中川 久任（なかがわ ひさとう、1871年7月7日（明治4年5月20日）- 1935年（昭和10年）7月14日）は、日本の政治家、華族。貴族院伯爵議員。旧姓・浅野、旧名・倉吉。

## 経歴
東京府出身。浅野家分家・浅野懋績の八男として生まれ、伯爵・中川久成の養子となる。養父・久成の死去に伴い、1897年（明治30年）5月18日、家督を相続し伯爵を襲爵、名を久任と改めた。学習院を卒業。
1909年（明治42年）9月16日、貴族院伯爵議員補欠選挙で当選し、研究会に属して1911年（明治44年）7月9日まで在任し、さらに1920年（大正9年）5月8日、補欠選挙で再選され、1925年（大正14年）7月9日まで在任した。
この期間中、1923年（大正12年）に渋谷の道玄坂にあった邸宅を箱根土地に売却した。また、国光生命保険相互会社への勤めも続け、1927年（昭和2年）までに社長に就任した。1935年（昭和10年）に死去。長男の久順が襲爵した。墓所は青山霊園(1ロ20-28)。

## 栄典
- 1919年（大正8年）7月21日 - 従三位[9]

## 親族
- 妻 中川隆子（たかこ、池田茂政五女）
- 長男 中川久順（伯爵）[1]
- 孫 中川久定（久順長男、京都大学名誉教授）[1]
- 兄 浅野長厚（安芸国広島新田藩第7代藩主）・浅野長之（侯爵）
- 次女・寛子は小坂武雄の妻